# Невзад Ханым-эфенди
Невза́д Ханы́м-эфе́нди (тур. Nevzad Hanım Efendi), также была известна как Ниме́т Баргу́ (тур. Nimet Bargu) и Ниме́т Сефероглу́ (тур. Nimet Seferoğlu; 2 марта 1902, Стамбул — 23 июня 1992, там же) — четвёртая жена последнего османского султана Мехмеда VI Вахидеддина. Невзад стала последней женщиной в османской империи, ставшей женой правящего султана.

## Имя и титул
Турецкий историк Недждет Сакаоглу называет её «Невза́д» (тур. Nevzad) с титулом кадын-эфенди, отмечая, что в документах встречаются варианты «Нежа́т» (тур. Nejat) и «Ниме́т» (тур. Nimet). Другой турецкий историк Чагатай Улучай указывает имя «Нежа́т» (тур. Nejat) с титулом четвёртой кадын-эфенди. Османист Энтони Олдерсон, как и Сакаоглу, даёт ей имя «Невза́д» (тур. Nevzad). Османист Дуглас Скотт Брукс в индексе имён династии называет её «Невза́д» (тур. Nevzad), указывая и двойное имя — «Ниме́т Невза́д» (тур. Nimet Nevzad).
Придворная дама главной жены Мехмеда VI Эмине Назикеды Кадын-эфенди Лейла Ачба указывает имя «Невзад» и титул ханым-эфенди, отмечая, что имя «Нимет» было дано девушке при рождении. Лейла также указывает, что по неясной причине султан так и не дал Невзад титул кадын-эфенди, однако по слухам одной из наиболее достоверных причин мог быть тот факт, что она не родила детей Мехмеду. Турецкий мемуарист Харун Ачба касательно имени подтверждает версию Лейлы-ханым, называя её второй икбал с титулом ханым-эфенди; он также отмечает, что несмотря на смену имени во дворце многие называли её прежним именем.

## Биография

### Происхождение
Недждет Сакаоглу и Дуглас Скотт Брукс предполагали, что Невзад родилась в Стамбуле в 1902 году; ссылаясь на письмо Нихаля Атсыза к Чагатаю Улучаю, Сакаоглу и сам Улучай называют её турчанкой, с детства воспитывавшейся во дворце. Олдерсон указывает датой рождения Невзад 2 марта 1902 года. Улучай также пишет, что родилась она 2 марта 1902 года, указывая местом рождения Стамбул. Лейла Ачба же пишет, что Невзад родилась в Стамбуле в 1898 году и была дочерью придворного садовника покойного Абдул-Хамида II Шабана-эфенди, абхазца по происхождению. Харун Ачба даёт несколько дат рождения, в том числе и ту, что называет Лейла-ханым. Он пишет, что официальной считалась дата 2 марта 1902 года, однако в дворцовых документах, в которых указан состав гарема Зияеддина-эфенди, указывается: «… Нимет, 1 зу-ль-када 1317, дочь садовника Шабана-эфенди» — это соответствует 2 марта 1900 года. Однако семья Баргу считала, что на момент смерти Невзад в 1992 году ей было 90 лет, а значит родилась она в 1902 году. Он отмечает, что, возможно, в гаремных книгах возраст девушки был завышен.
Харун Ачба называет Невзад турчанкой и указывает, что родилась она в каменном особняке камергера султана Мехмеда V Решада Хусейн-бея в бешикташском квартале Вишнезаде в семье Шабана Баргу (1873—1910) и Хатидже-ханым (1877—после 1934), дочери Мустафы Али Кезбана; он отмечает, что жена Хусейна, Эда-ханым, приходилась тёткой Шабану, а семья Баргу происходила из бартынской деревни Устаоглу. Харун также пишет, что Лейла называет Шабана албанцем, однако это ошибка, поскольку семья Баргу была турецкой, как и деревня Устаоглу; он пишет, что такая путаница возникла вероятно потому, что в те времена дворцовыми садовниками были в основном албанцы. Лейла сообщает о том, что помимо Невзад в семье была по меньшей мере ещё одна дочь Несрин-ханым, на два года младше самой Невзад. Харун пишет, что своё имя Несрин получила уже в гареме, а до этого носила имя Эмине Хайрие; он также отмечает, что помимо Несрин (1905—1988) и Невзад в семье были дочь Фатьма Тюзехра Невзер-ханым (1906—после 1934) и сын Салих-бей (1908—19??). После смерти отца воспитанием девочек занималась тётка и её муж Хюсейн-бей, который состоял в родстве с главным гардеробщиком Сабит-беем.
Улучай пишет, что изначально Невзад находилась в гареме Мехмеда V Решада и после его смерти была переведена в гарем его брата Мехмеда VI Вахидеддина. Брукс пишет, что Невзад попала на службу к Решаду в 1910 году, а в 1918 году была переведена в гарем Вахиддина. Однако Лейла-ханым и Харун Ачба опровергают эту версию: они пишут, что дочери Шабана были переданы во дворец под опеку казначея боснийки Невфер-ханым, которая, в свою очередь, передала девочек в распоряжение Джейланьяр-ханым, служившей в покоях Зияеддина-эфенди. Харун Ачба отмечает, что в гарем Решада, к которому относился и гарем его сына Зияеддина, девочки попали в 1913 году. По словам Лейлы и Харуна Ачба, по традиции со смертью Решада Невзад с другими домочадцами покойного султана была вынуждена покинуть султанский дворец, однако через несколько дней, услышав, что в гарем нового султана ищут молодых девушек, она вернулась в Йылдыз.

### Жена султана
Харун Ачба отмечает, что неизвестно когда и при каких обстоятельствах Вахидеддин познакомился с Невзад, однако он указывает, что изначально она попала на службу к султану, а уже потом между ними завязались отношения. По общепринятой версии 1 сентября 1921 года Невзад стала женой султана Мехмеда VI Вахидеддина; в то же время Брукс пишет, что брак был заключён в январе 1921 года, когда Невзад было 18 лет. Сакаоглу же отмечает, что на тот момент ей было 19 лет, её супругу 60 лет, а его дочерям Ульвие и Сабихе 29 и 27 лет соответственно. Невзад стала последней женой Мехмеда VI и последней женщиной, вышедшей замуж за правящего султана. Сразу после свадьбы Невзад забрала ко двору и сделала своей придворной дамой свою сестру Несрин, получившую в гареме имя Садира. Для проживания четвёртой жене Мехмеда VI был выделен собственный особняк на территории дворца Йылдыз. Брак оставался бездетным.
Сакаоглу пишет, что до того как стать женой султана Невзад считалась самой умной, интеллигентной и прилежной ученицей в гареме; Улучай добавляет, что она очень любила читать. Лейла-ханым подтверждает факт любви Невзад к чтению, дополняя, что она не любила музыку и лишь изредка могла послушать восточную лирику в исполнении сазистов. Олдерсон, ссылаясь на воспоминания мужа Улвие-султан Али Хайдара, отмечает, что эта девушка часами развлекала Вахидеддина в личных покоях во дворце Йылдыз, из-за чего султану приходилось постоянно отменять назначенные встречи. Лейла-ханым отмечает, что Невзад действительно была очень красивой женщиной и второй после Неваре, кто очаровывал всех во дворце. При этом, ссылаясь на жену Зияеддина Мелексейран-ханым, Лейла пишет, что насколько доброй и благородной женщиной была мать Невзад Хатидже-ханым, настолько же сама она была надменной, двуличной, неуживчивой и скандальной женщиной. Она также пишет, что именно Невзад султан Мехмед доверял больше всего.

### Упразднение султаната
1 ноября 1922 года правительство в Анкаре приняло решение о разделении халифата и султаната и упразднении последнего. Сакаоглу пишет, что в первые дни после упразднения султаната Вахидеддин провёл тайные приготовления и 17 ноября 1922 года сбежал, при этом его семья и невольницы, не знавшие о происходящем, остались в гареме дворца Йылдыз беззащитными. Согласно Сакаоглу и Улучаю, заботу о них взял на себя новый халиф Абдулмеджид-эфенди, поселивший женщин брата в покоях дворца в Ортакёе. Однако Лейла Ачба сообщает, что ещё 15 ноября вечером Мехмед вызвал к себе главную жену Назикеду и предупредил её о предстоящем отъезде; позднее он также оповестил о поездке остальных жён и дочерей. Лейла также отмечает, что Мехмед Вахидеддин последние 15 дней султаната провёл в покоях Невзад, не покидая их, и лишь у неё искал утешения. Кроме того, бывший султан планировал взять с собой Невзад, однако впоследствии и её он оставил в Стамбуле. Отъезд бывшего султана держался в тайне, поскольку во дворце опасались, что правительство в Анкаре отдаст приказ о казни всей его семьи. В половине восьмого утра 17 ноября Мехмед Вахидеддин покинул дворец; по воспоминаниям Лейлы-ханым, никакого личного прощания с жёнами не было — домочадцы свергнутого султана, в числе которых была Невзад, спустились в его покои и из окна наблюдали, как Мехмед с небольшой свитой покидает дворец.
18 ноября анкарское правительство потребовало освободить дворец Йылдыз. В качестве места жительства, согласно Лейле-ханым, Абдулмеджид предоставил женщинам дворец Ферие. Поскольку других вариантов не было, женщины Мехмеда VI согласились на переезд. Лейла-ханым пишет, что когда она с другими женщинами прибыла в Ферие, она пришла в ужас от увиденного: в покоях, предназначавшихся главной жене Мехмеда VI, из обстановки были только кровать и табуретка, в комнатах других жён, свиты и слуг не было и этого. Кроме того, Лейла-ханым пишет, что, поскольку правительство не взяло на себя обязательств по содержанию гарема свергнутого султана, женщины голодали; позднее выяснилось, что средства на питание выделялись из казны регулярно, однако из-за интриг управляющей Ферие Махмуре-ханым деньги эти до адресатов не доходили. Помимо скудных средств из казны женщины бывшего султана тратили золото, скопленное ими до свержения султаната. Поскольку содержать большой штат прислуги было нецелесообразно, в течение двух месяцев с позволения башкадын Назикеды из 60 женщин половина покинула дворец. При этом, Харун Ачба отмечает, что Невзад пользовалась большим уважением нового правительства и не вела настолько тяжёлой жизни в заключении, как другие женщины.
Согласно воспоминаниям Лейлы-ханым, обитательницам Ферие было запрещено выходить из дворца, как и принимать в нём кого-то извне. Навещать женщин разрешалось только дочерям главной жены и их придворным дамам. Несмотря на это, Харун Ачба сообщает, что узниц навещала бывшая придворная художница Эсмерай-ханым, нарисовавшая портреты женщин, заключённых в Ферие. Также за дворцом был установлен полицейский надзор. В феврале 1923 года женщинам, и без того отрезанным от внешнего мира, запретили писать письма; этот запрет удалось обойти только благодаря тому, что падчерицы Невзад и их придворные дамы тайком проносили корреспонденцию в своих одеждах. 12 октября 1923 года в Анкаре было созвано Великое национальное собрание Турции, провозгласившее создание Турецкой республики. Примерно 3 декабря башкадын-эфенди было объявлено, что государство более не может содержать гарем бывшего султана и свиту придётся распустить.

### Изгнание династии
В 1924 году был издан указ о высылке членов династии Османов за пределы страны.
Лейла-ханым пишет, что 4 марта в 8 утра обитательницы Ферие были собраны в одной из комнат дворца, где им было объявлено, что все члены семьи Мехмеда VI должны покинуть страну; мужчинам давалось 24 часа, женщинам — 10 суток. Те, кто не уедет добровольно в установленный срок, будут выдворены из страны силой. Ранее тем же утром тайно вывезен из страны был халиф Абдулмеджид со своей семьёй. Лейла-ханым пишет, что к этому моменту у обитательниц дворца уже почти не было ни денег, ни драгоценностей, которые можно было продать. 5 марта женщины стали свидетельницами разграбления особняка сына Абдул-Азиза шехзаде Мехмеда Сейфеддина-эфенди, примыкавшего к Ферие; грабёж этот, по словам Лейлы, происходил под руководством полиции. Башкадын-эфенди распорядилась, чтобы оставшиеся ценности спрятали в одеждах. Вечером того же дня надзиравший за дворцом Шукрю-бей самолично открыл двери и впустил толпу для разграбления Ферие. Лейла-ханым отмечает, что хотя самих их не тронули, благодаря храбрости и заступничеству главной жены, в тот день из Ферие вынесли всё, в том числе мебель и личные вещи, кроме тех, что были надеты на самих женщинах. На следующий день было принято решение об отъезде жён Вахидеддина к нему в Сан-Ремо, организацией поездки занимались его дочери. С главной женой Мехмеда Вахидеддина собирались отправиться вторая и третья жёны — Мюведдет и Неваре соответственно. Сама Невзад приняла решение вернуться к родителям; 7 марта Невзад с двумя женщинами, переодевшись в одежду служанок, тайно покинула дворец.
О дальнейших событиях рассказывают Сакаоглу, Улучай и Харун Ачба, поскольку Лейла-ханым более с Невзад не виделась. Когда Вахидеддин бежал в Сан-Ремо, он особо искал возможности привезти к себе Невзад, однако девушка проживала у тётки, которая хотела выдать её за какого-то капитана. Сафие Унювар, обучавшая султанш и наложниц в гареме и ранее несколько раз навещавшая Невзад среди других жён султанов, находившихся в заключении, пишет, что в особняке шехзаде Зияеддина-эфенди в квартале Хайдарпаша виделась с девушкой и её тёткой. Когда девушка на пару минут вышла из покоев, её тётка обратилась к Сафие-ханым: «Невзад очень Вам доверяет. Султан Вахидеддин зовёт её в Италию, в Сан-Ремо. Они до сих пор женаты. Она хочет поехать. Остановите её. Я отдам её за капитана», а сама Невзад отозвала Сафие в сторону и показала письма Вахидеддина, где он писал, что она по прежнему остаётся его женой и должна приехать к нему. Сакаоглу и Улучай пишут, что вопреки воле тётки и, вероятно, по совету Сафие-ханым, Невзад поехала в Сан-Ремо и оставалась с Вахидеддином до его смерти, а затем вернулась в Турцию. Харун Ачба пишет, что воссоединение Невзад с мужем состоялось в мае 1924 года. Брукс, не указывая подробностей, пишет, что Невзад последовала в изгнание вслед за мужем.
Харун Ачба пишет, что через несколько месяцев после отъезда Невзад к ней присоединилась её сестра Несрин. Невзад поселилась на вилле Магнолия вместе с другими членами семьи свергнутого султана. Румейса Аредба, придворная дама главной жены Назикеды, писала своей двоюродной сестре Рухидильбер-ханым, что Невзад со своей сестрой бесконечно болтали, замолкая лишь в присутствии башкадын. В целом, жизнь Невзад в Сан-Ремо была довольно однообразной, однако изгнание её оказалось недолгим — 16 мая 1926 года Мехмед Вахидеддин внезапно умер на руках у Невзад, а сама она смогла вместе с сестрой вернуться в Турцию в дом тётки. До конца жизни она ни с кем не говорила о покойном муже и, когда один журналист добился встречи с ней в 1974 году и заговорил о её жизни с Мехмедом Вахидеддином, она ответила: «Я похоронила это время глубоко в сердце».

### Второй брак и смерть
Ссылаясь на труд Йылмаза Озтуны «Государства и Династия», Сакаоглу пишет, что Невзад, вышедшая в 1928 году за капитана Зеки-бея, в 1974 году ещё жила в ялы близ Анадолухисара в Стамбуле. Улучай также пишет, что Невзад снова вышла замуж, однако никаких подробностей брака и дальнейшей жизни не приводит. Харун Ачба пишет, что в 1928 году тётка выдала Невзад, взявшую своё «девичье» имя, за Зию Сефероглу; в этом браке у Невзад родились в 1928 году дочь Сыдыка Сельчук и в 1931 году сын Шабан Мустафа. По словам Ачбы, супруги проживали в доме Зии в квартале Гёксу в Стамбуле, где Невзад скончалась 23 июня 1992 года. Тело Невзад было захоронено на общественном кладбище Караджаахмет
Дуглас Скотт Брукс пишет, что по возвращении в Турцию Невзад занялась написанием мемуаров, которые были опубликованы в 1937 году под названием «От Йылдыза до Сан-Ремо». Он также без подробностей сообщает о втором браке Невзад и её смерти в 1992 году.